# Prudziszki
Prudziszki – wieś w Polsce położona w województwie podlaskim, w powiecie suwalskim, w gminie Jeleniewo.
Wieś duchowna położona była w końcu XVIII wieku w powiecie grodzieńskim województwa trockiego. W latach 1954-1959 wieś była siedzibą gromady Prudziszki, po jej zniesieniu w gromadzie Jeleniewo. W latach 1975–1998 miejscowość administracyjnie należała do województwa suwalskiego.

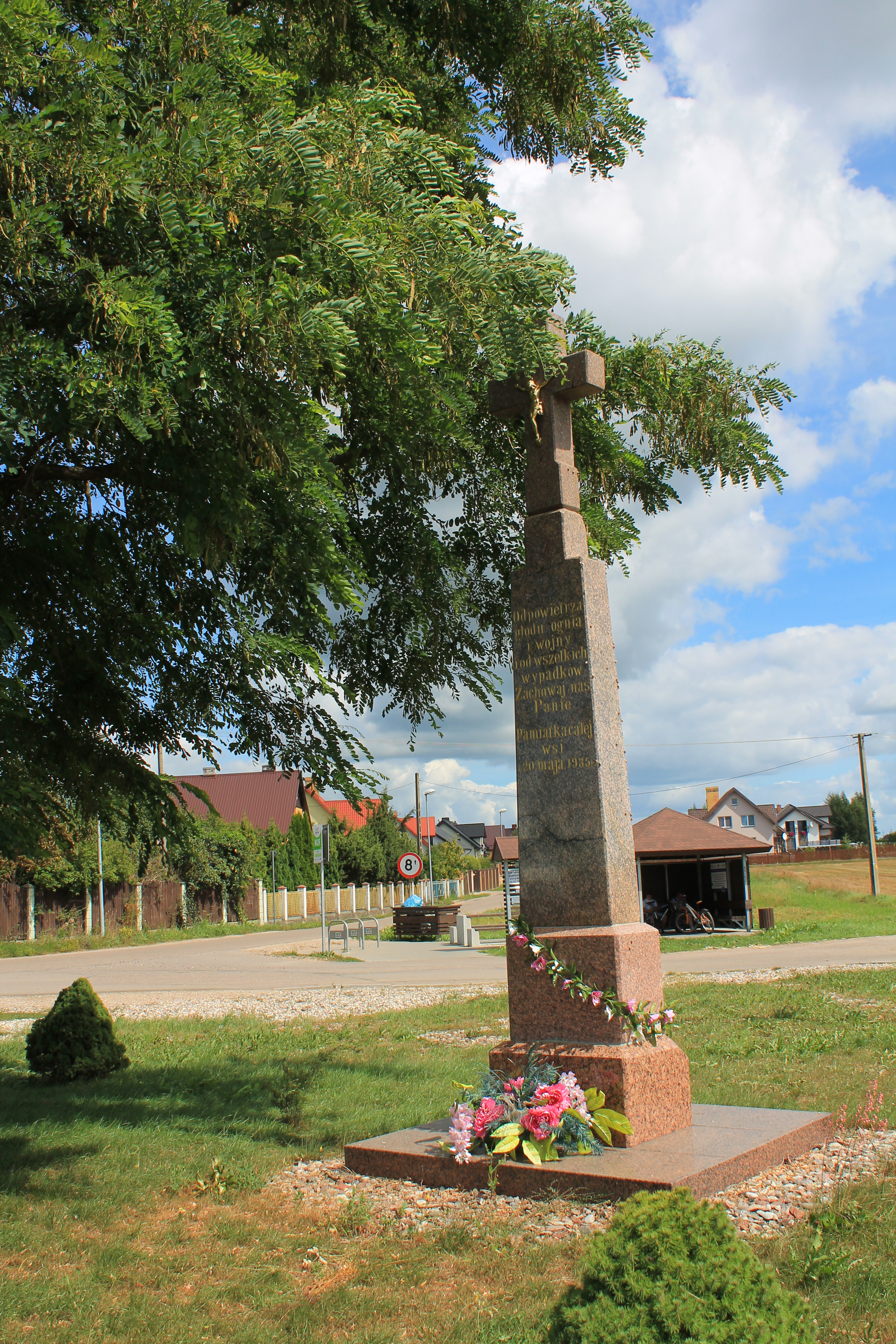
Krzyż przy DW 655 (2018)
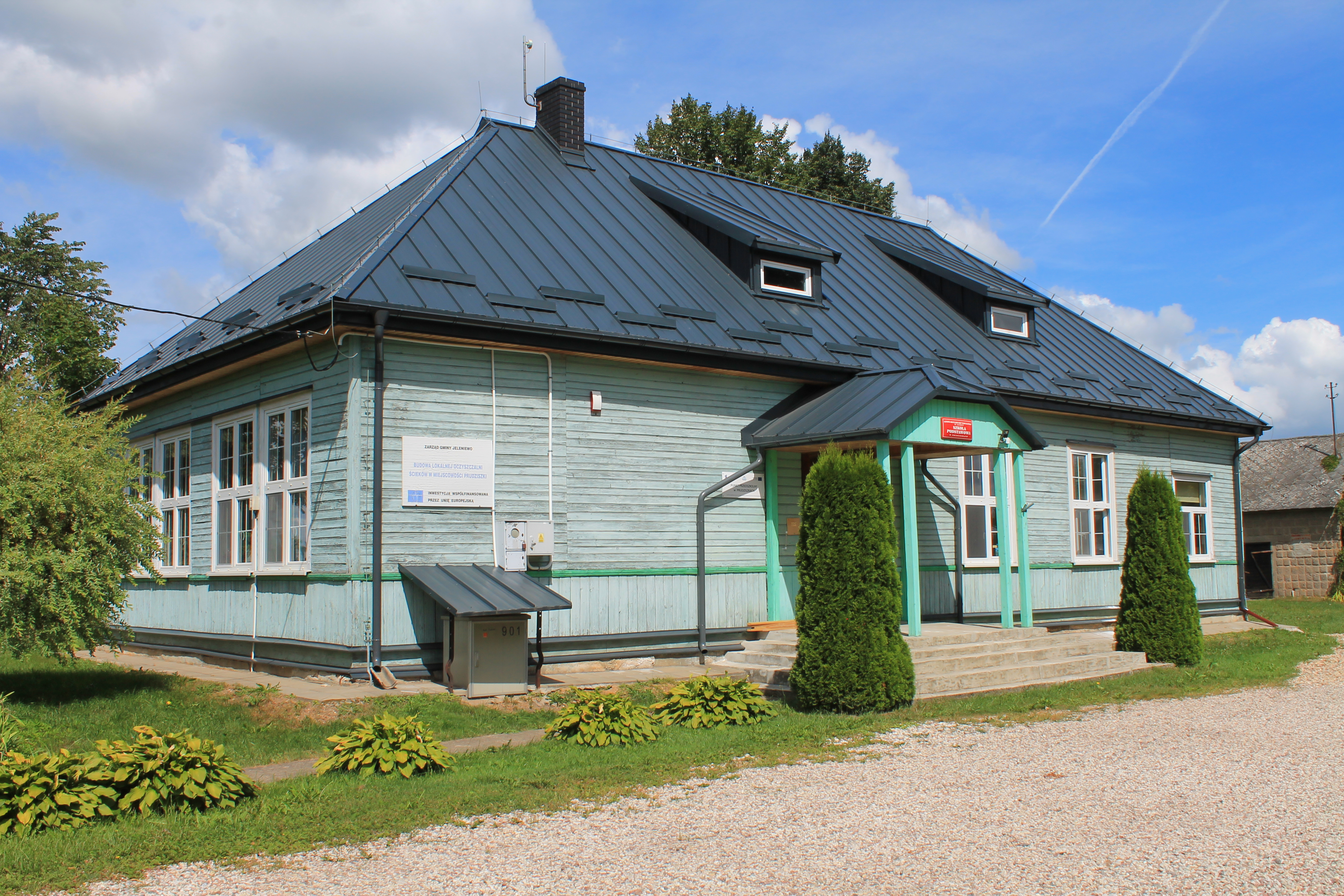
Szkoła podstawowa (2018)
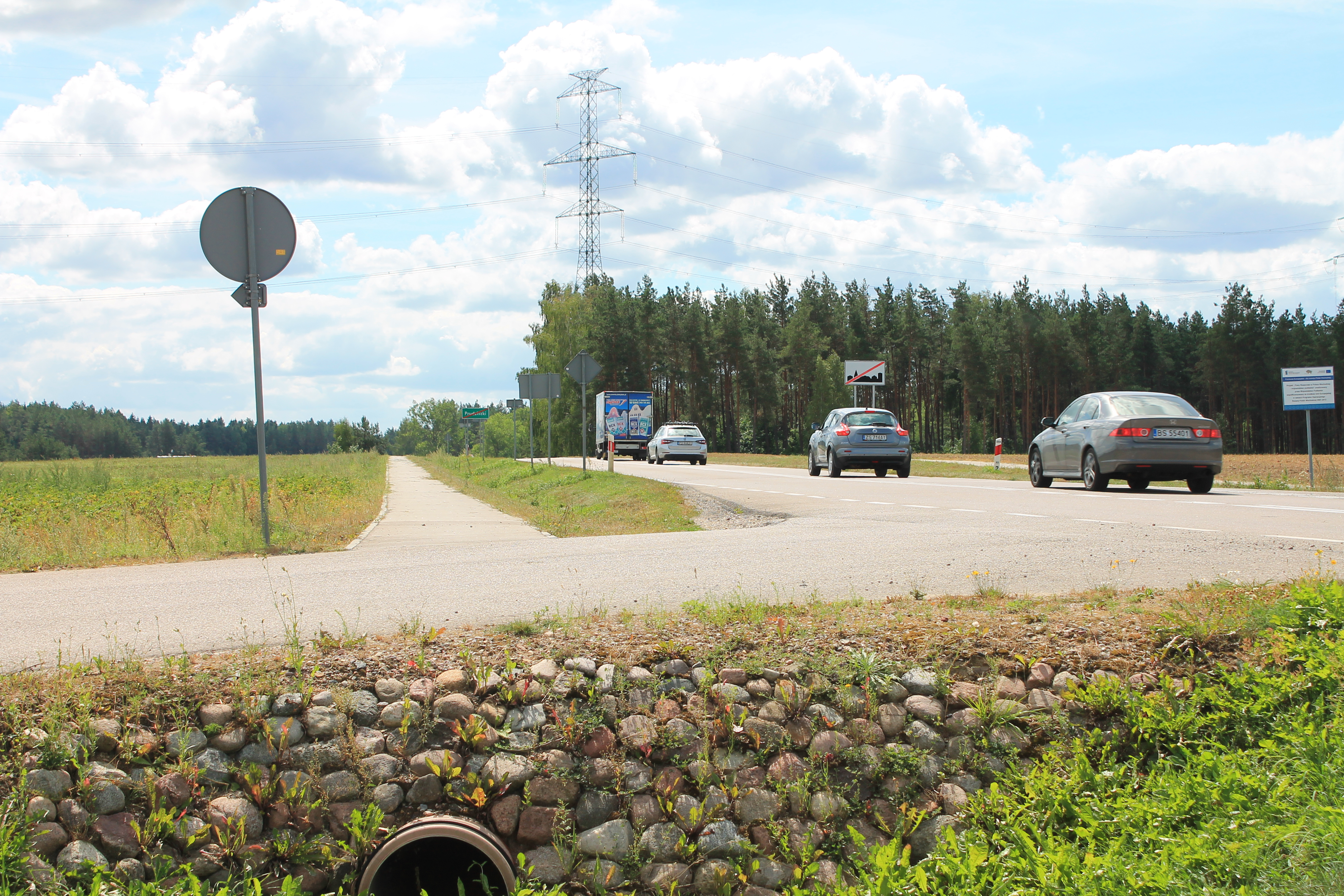
DW 655 kierunek Suwałki (2018)